# 田無市
田無市（日语：／ Tanashi shi */?）是過去曾經存於東京都轄下的行政區劃，已於2001年（平成13年）1月21日與保谷市合併為西東京市。